# Госпъл
Госпъл (на английски: Gospel, „Евангелие“, „Благовестие“) е жанр в музиката, който води началото си от църковните песнопения на чернокожите американски християни. Датира от първата четвърт на 20 век.

## Госпълът в литературата, киното и телевизията
В епизод от научнофантастичния сериал Вавилон 5, наречен And The Rock Cried Out, No Hiding Place, се изпълнява класическата госпъл песен No Hiding Place / „Няма място, където да се скриеш“. Нейният аранжимент е модернизиран за нуждите на сериала.